# Tikkoun Haklali
Pour les articles homonymes, voir Tikkoun.
Le Tikkoun Haklali (en hébreu : תיקון הכללי « réparation générale ») est un rite kabbalistique de pénitence institué par Rabbi Nahman de Bratslav
Il est observé à ce jour par les Hassidim de Bratslav qui le lisent quotidiennement ainsi que, de manière moindre, par d'autres mouvements.

## Historique
En 1805, Rabbi Nahman enseigne pour la première fois l'existence d'une possibilité de réparation en cas de pollution nocturne et autres pertes involontaires, en récitant dix Psaumes correspondant chacun à l'une des dix mélodies qui composent le Livre, à savoir Ashrei, Berakha, Maskil, Nitzouah, Shir, Niggoun, Mizmor, Tefilla, Hodaah et Hallelouïa. Certaines expressions qu'on y trouve seraient, selon le Rav, en opposition directe avec les klippot (« couches » primordiales de l'impureté) et auraient donc le pouvoir d'extraire la graine perdue du domaine de l'impiété.
L'enseignement principal de Rabbi Nahman sur le Tikkoun Haklali est dispensé pendant Chavouot 5566 (23 mai 1806). Il ne révèle cependant pas quels sont les dix Psaumes spécifiques au Tikkoun Haklali et ne le fait qu'en avril 1810 et après moult réticences à deux de ses proches disciples, les rabbins Aharon de Bratslav et Naftali de Nemirov.
 Les prenant à témoin, il déclare : « Même lorsque mes jours seront remplis, après mon départ de ce monde, je déclare à celui qui viendra sur ma tombe, récitera ces 10 Psaumes et donnera une pièce à la Tsedaka que, quand bien même ses péchés et ses fautes seraient énormes et immenses, à Dieu ne plaise, je déploierai tous mes efforts en long et en large pour l'aider et lui apporter réparation. Par les pe'ot, je le sortirai du plus profond des enfers. Et si je suis très ferme dans tout ce qui me concerne, là, en l'occurrence, je le suis encore plus et affirme que ces 10 Psaumes aident au plus haut point. 
Voici les dix Psaumes : 16, 32, 41, 42, 59, 77, 90, 105, 137, 150.
 Ceci est le Remède Général. Il y a un remède spécifique pour chaque faute mais ceci est le remède général. Allez et répandez l'enseignement des dix Psaumes à tous les hommes ; cela peut sembler facile de dire dix Psaumes mais ce sera en vérité très difficile en pratique. »
Dans une autre leçon il explique:« Puisque dans cette chose sont piégés au moins les trois quarts des gens, sachez que ces dix chapitres aideront énormément, pour rectifier les écoulements accidentels d’une parfaite réparation. » Il explique également, que peu importe la façon dont l'homme a fauté, si cela s'est « produit à cause d’excès de table ou de boisson, à cause de fatigue ou faiblesse ou d'une mauvaise position de sommeil » du moment qu'il récite le jour même les dix chapitres en question« celui-ci réparera sûrement beaucoup »

## L'Alliance avec Dieu
Le Tikoun Haklali est basé sur la brit (Alliance) que Dieu a faite avec le peuple juif. En contrepartie de l'allégeance absolue à Dieu de la part de la nation, Dieu a promis d'être leur Dieu et leur donner la terre d'Israël comme un héritage.
Pour marquer cette alliance, Dieu ordonne à Abraham d'effectuer la Mitsva de la Brit Mila:

« Voici le pacte que vous observerez, qui est entre moi et vous, jusqu'à ta dernière postérité: circoncire tout mâle d'entre vous. Vous retrancherez la chair de votre excroissance, et ce sera un symbole d'alliance entre moi et vous. »

En choisissant cet organe spécifique pour porter le signe de l'Alliance, Dieu a indiqué la puissance de l'organe sexuel. Quand il est utilisé pour la procréation dans le contexte du mariage, l'organe sexuel est élevé et l'homme devient partenaire avec Dieu de la création. Mais quand il est utilisé pour la satisfaction personnelle, il s'éloigne de Dieu et devient insatisfait, frustré et déprimé.
Rabbi Nahman enseigne que Dieu a créé un certain ordre dans la création. Le plaisir est permis dans certaines conditions, qui sont le pacte, l'Alliance conclue entre Dieu et ses créatures. Mais quand il brise cette Alliance, l'homme crée un désordre dans sa vie et dans les mondes spirituels et matériels. Quand il décide de s'approprier du plaisir en bafouant les conditions qui y président, quand il s'arroge le droit de perturber l'ordre général du monde, voulu par Dieu, au profit d'un ordre personnel, qui n'est qu'un intérêt individuel, alors l'homme a créé le désordre. Il tombe donc dans un état de dépression, un état qui est dans le domaine de Lilith, le nom de la kelipah associée à l'impiété.
Le Tikoun Haklali rectifie donc le péché d'avoir abusé de l'organe sexuel et, par extension, défait les sentiments de dépression qui se trouvent au cœur de tout péché. Il le fait grâce à la puissance des Tehilim, qui sont des chants de louange et de gloire a Dieu.
Le mot Tehillim a la même guematria que le mot Lilith . Par ailleurs, le mot Tehillim a la même guematria que les deux noms de Dieu, El et Elohim, qui ont le pouvoir de libérer les semences de la kelipah. Ainsi, en récitant ces dix Psaumes, la semence perdue est libérée de la force du mal et la faute est réparée.
Notons, incidemment, que la formule Tikoun Haklali תיקון הכללי a la même guematria que le nom Esther אסתר, ce qui, d'un point de vue kabbalistique, tend à révéler le rite légué par Rabbi Nahman comme l'agent par lequel se réalise une délivrance miraculeuse et inespérée. C'est bien, en effet, une "réparation générale" qu'Esther obtint d'Assuérus lors des évènements que les Juifs commémorent à Pourim.